# Ephedrus incompletus
Ephedrus incompletus är en stekelart som först beskrevs av Léon Abel Provancher 1886.  Ephedrus incompletus ingår i släktet Ephedrus och familjen bracksteklar. Inga underarter finns listade i Catalogue of Life.